# Iglesia de Santa María (Portbou)
La iglesia de Santa María de Portbou está ubicada en Portbou, provincia de Gerona (Cataluña), España. Fue construida a partir del año 1878 por la compañía de los ferrocarriles de Tarragona a Barcelona y Francia en la explanada de la estación, en la parte con más altura de la población, para el servicio religioso de los trabajadores ferroviarios residentes en el pueblo.

## Descripción

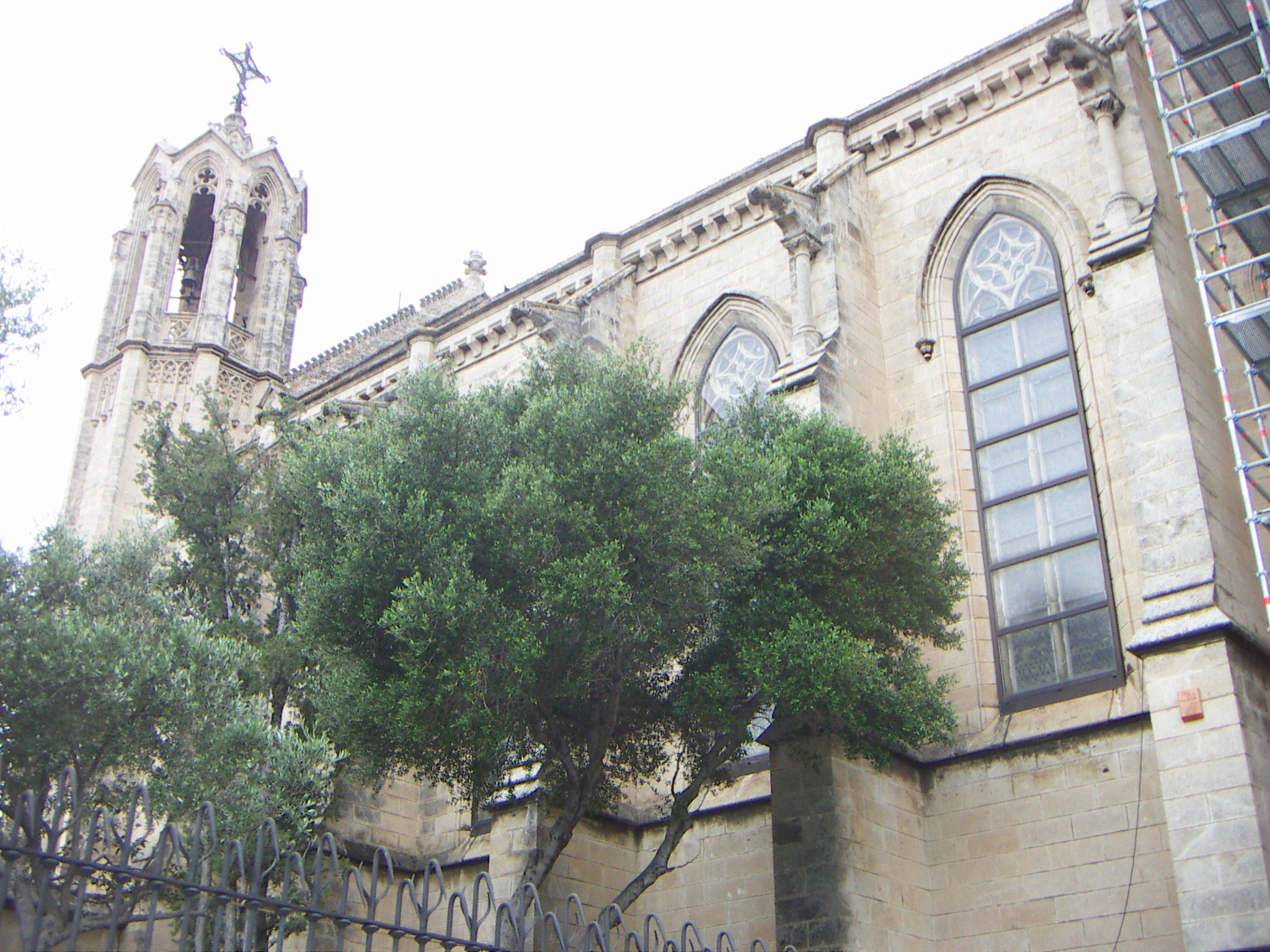
Iglesia de Santa María de Portbou.

El arquitecto fue el barcelonés Joan Martorell i Monells. Se trata de un edificio neogótico de dimensiones considerables, de 18 metros de altura y 33 de largo, de una sola nave orientada de norte a sur y dividida en cuatro crucerías. La fachada tiene tres oberturas apuntadas con dos columnas con capitel cada una y dos capiteles más sostenidos, un gran rosetón con decoración calada. El ábside, de planta poligonal está cubierto con crucería. Sobre la entrada hay una imagen de la virgen debajo de un dosel entre dos ángeles. La fachada está adornada con diversos relieves y figuras del sol y la luna esculpidas. A cada lado del muro hay dos columnas octogonales acabadas con aberturas apuntadas y coronadas con un florón. El dibujo del tejado, que se divisa desde toda la población, está decorado geométricamente. 
A causa de los destrozos sufridos durante la guerra civil española, se pidió al escultor Frederic Marès que reconstruyese las cabezas y las manos de todas las imágenes del exterior así como la realización de la talla de Virgen que preside el altar.
El campanario es una torre de planta octogonal que tiene un piso superior de arcos apuntados rematado por una gran cruz de hierro. No está adosado a la iglesia, sino que se levanta detrás mismo y muy cerca del ábside.